# Moortebeek
Moortebeek est un quartier de la commune d'Anderlecht (Région de Bruxelles-Capitale). Il déborde légèrement aussi sur la commune voisine de Molenbeek-Saint-Jean.
Il se situe au nord-ouest de la commune, il fait partie de l'une des cités-jardins de la région bruxelloise.
Moortebeek est assez verdoyant et entouré de la cité du Peterbos et du quartier du Broeck.
Il est traversé par le boulevard Shakespeare.

## Espace vert
- Parc Effort

## Accès
- 14 Anderlecht-Nord
- (depuis centre-ville ou Dilbeek)

## Liste des rues du quartier
| default |
| --- |
| - boulevard Joseph Bracops (dernier bout) - rue du Pippenzijn - avenue Jean Josée - rue des Aubergines - rue Rabelais - avenue Tolstoï - rue Ronsard - rue de l'Agronome (>126) - boulevard Shakespeare - rue Horace - rue Virgile - rue Lamartine - rue Homère - rue Comeille - rue Fénelon - rue Prosper-Henri Devos - rue de Sévigné - rue Van Soust (>278) - avenue de la Poésie - rue Potaedenberg (>300) - chaussée de Ninove |